# Stigmaphyllon adenodon
Stigmaphyllon adenodon är en tvåhjärtbladig växtart som beskrevs av Adrien Henri Laurent de Jussieu. Stigmaphyllon adenodon ingår i släktet Stigmaphyllon och familjen Malpighiaceae. Utöver nominatformen finns också underarten S. a. macropterum.